# Bactrododema aestuans
Bactrododema aestuans är en insektsart som först beskrevs av John Obadiah Westwood 1859.  Bactrododema aestuans ingår i släktet Bactrododema och familjen Diapheromeridae. Inga underarter finns listade.